# 高野功
高野 功（たかの いさお、1944年 - ）は、日本の実業家。新潟県出身。株式会社大広相談役・元取締役会長・代表取締役社長。

## 人物
新潟県出身。1968年、上智大学外国語学部卒業。同年4月、株式会社大広入社。同社第2クリエイティブ本部クリエイティブ局長、取締役、常務執行役員などを経て、2005年、同社代表取締役社長に就任。2012年、同社取締役会長に就任。2013年、同社相談役に就任。
2006年から、一般社団法人日本広告業協会副理事長に就任。以来、同協会取引合理化委員会の担当として、取引環境の整備に尽力するなど、広告業界の発展向上のために貢献した。また、一般社団法人大阪アドバタイジングエージェンシーズ協会理事長にも就任し、関西地区の広告業界の発展に尽力した。これらの広告業界への貢献から、2014年、第49回吉田秀雄記念賞（個人賞）を受賞した。

## 略歴
- 1968年、上智大学外国語学部卒業後、同年4月、株式会社大広入社
- 1994年、同社第2クリエイティブ本部クリエイティブ局長
- 2000年、同社取締役
- 2004年、同社常務執行役員
- 2005年、同社代表取締役社長、株式会社博報堂DYホールディングス取締役兼任
- 2012年、同社取締役会長
- 2013年、同社相談役